# فوشية بوليفية
فوشية بوليفية (الاسم العلمي:Fuchsia boliviana) هو نوع من النباتات يتبع جنس الفوشية من الفصيلة الأخدرية.